# Jean Schopfer
Jean Schopfer (Morges, 28 de Maio de 1868 - Paris, 9 de Janeiro de 1931) foi um tenista francês, de origem suíça.
Jean Schopfer tinha um pseudônimo literário de Claude Anet. 
Ganhou um torneio de Roland Garros, em 1892.

## Grand Slam finais

### Simples: 2 (1–1)
| Resultado | Ano  | Campeonato       | Piso  | Oponente         | Placar        |
| Campeão   | 1892 | Aberto da França | Grama | Fassitt          | 6–2, 1–6, 6–2 |
| Vice      | 1893 | Aberto da França | Grama | Laurent Riboulet | 6–3, 6–3      |